# Eleotris sandwicensis
Eleotris sandwicensis је зракоперка из реда Perciformes.

## Угроженост
Подаци о распрострањености ове врсте су недовољни.

## Распрострањење
Ареал врсте је ограничен на једну државу. 
Сједињене Америчке Државе су једино познато природно станиште врсте, тачније Хаваји.

## Станиште
Станиште врсте су слатководна подручја.